# Lotte Reiniger
Charlotte Reiniger, detta Lotte (Berlino, 2 giugno 1899 – 19 giugno 1981), è stata una regista e animatrice tedesca, celebre per la tecnica delle silhouette.

## Biografia
Nacque nella capitale del suo paese, e dove manifesta già sin da bambina grande abilità nel ritagliare silhouette di carta.
Si introduce nell'ambiente cinematografico facendo da comparsa in alcuni film, poi grazie al suo hobby, un produttore le propone di realizzare un film di silhouette animate.
Nel 1919 presenta il suo primo film, L'ornamento del cuore innamorato, che ottiene subito gran successo.
In Italia collaborerà con il marito, il regista Carl Koch (1892-1963), durante le produzioni della Scalera Film: Tosca e Una signora dell'Ovest.

## Achmed, il principe fantastico
Nel 1923 ottiene un grosso finanziamento da Luis Hagen per realizzare un lungometraggio in silhouette e così, tra il 1923 e il 1926, con l'aiuto di Carl Koch, di Walter Tuerck, di Alexander Kardan e di Walter Ruttmann, realizza quello che è considerato il suo capolavoro: Achmed, il principe fantastico. Un film muto e in bianco e nero, (anche se si utilizzarono viraggi colorati per dare rilievo alle emozioni dei personaggi e per suggerire l'alternanza giorno/notte) che riprende le ambientazioni de Le mille e una notte.
Il film è composto da 300 000 singole inquadrature. Per ottenere particolari movimenti, i personaggi, realizzati in piombo e cartone, sono composti dai 25 ai 50 pezzi separati, tenuti insieme da sottili fili di metallo.
Achmed, il principe fantastico è uno dei primi lungometraggi della storia e per paura di annoiare il pubblico Lotte Reiniger e i suoi collaboratori decisero di introdurre delle immagini e degli effetti realizzati con altre tecniche d'animazione: è infatti possibile trovare all'interno del film parti animate utilizzando la sabbia e parti di animazione astratta ottenute con L'apparato Fischinger ideato da Oskar Fischinger. La macchina consisteva in una sorta di affilatrice sincronizzata ad una macchina da presa e munita di una lama circolare rotante, la quale, ad ogni giro compiuto, tagliava via una sottile fetta da un blocco composto da innumerevoli strati di cera di colori differenti. La macchina da presa filmava a passo uno la superficie del blocco di cera dopo ciascun taglio generando una particolare animazione astratta.
Gli effetti speciali del film sono stati ottenuti in gran parte con la sovrapposizione di  tre lastre che formavano il background. Per potere filmare questo set  Lotte aveva inventato il tavolo multipiani (trick-table) che permetteva di mettere la macchina da presa in alto e riprendere tutte le lastre dando la profondità di campo alle silhouette. Lotte spiega nel suo libro Shadows Theatre and Shadows Films  (B.T. Batsford, 1970) questi effetti speciali. Per esempio dove il Principe vola sul suo cavallo magico in mezzo alle stelle furono usate tre lastre di vetro coperte di carte trasparenti.  Le stelle furono ritagliate su una carta più grande di quella del campo d'azione. Quindi oltre il campo dove è mosso il principe sul cavallo compongono la scena i tre background con stelle di differente grandezza che furono mossi a diversa velocità così che muovendo la mdp sulla panoramica il film dava l'impressione che il cavallo volasse fra le stelle. D'altra parte i campi sono differenti. Le sequenze mostrano il personaggio principale in campo corto, medio e in primo piano. Ci fu quindi un lavoro molto elaborato di ritaglio dando alle immagini diverse misure. Altrettanto impegnative furono le riprese delle onde create sperimentalmente fino ad arrivare a un risultato soddisfacente da W. Ruttman e B. Bartosch. L'apparecchio di Fischinger che in realtà non risulta fra i collaboratori del film fu usato, dopo che lo avevano acquistato da lui, per creare alcuni effetti iniziali, ottenuti tagliando una lastra di cera di differente rilievo e ombreggiatura. Il film era in b/n e fu in seguito creata, sulla copia al nitrato, la colorazione. È su questa copia la più lunga esistente su cui è stato fatto il restauro del film attualmente reperibile. I titoli d'apertura del film lo presentano come "Film di silhouette di Lotte Reiniger i cui collaboratori sono i ordine Walther Ruttman, Berthold Bartosc, Alexander Kardan con la musica originale di Wolfgang Zeller, direzione tecnica di Carl Koch per la Comenius Film" (BFI Lotte Reiniger, The Adventures of Prince Achmed (Die Abenteuer des Prinzen Achmed) 126')

## Filmografia
- L'ornamento del cuore innamorato (Das Ornament des verblieten Herzen) (1919)
- Cupido e gli amanti testardi (Der amor und das standhafte Lieberspaar) (1920) - film in ripresa dal vero che comprende un segmento in silhouette
- La valigia volante (Der fliegende Koffer) (1921) - tratto da una fiaba di Hans Christian Andersen
- La stella di Bethlemme (Der ster von Bethlem) (1921)
- Cenerentola (Aschenputtel) (1922)
- La bella addormentata nel bosco (Dornröschen) (1922)
- Achmed, il principe fantastico (BFI copia restaurata in dvd Lotte Reiniger, The Adventures of Prince Achmed (Die Abenteuer des Prinzen Achmed) 126' (1926)
- Die chinesische Nachtigal (1927)
- Das abenteuer des Dr. Doolittle (quattro episodi dal 1927 al 1928)
- Grotesken im Schenee' (1928)
- Die Jagd nach dem Glück, regia di Rochus Gliese (1930)
- Zehn minuten Mozart (1930)
- Harlekin (1931)
- Carmen (1933)
- Papageno (1935)
- The tocher e The H.P.O. - spot per le poste generali britanniche
- Das Geheimnis der Marquise - spot per la crema Nivea
- Wool Ballet (1950)
- Mary's Birthday (1951)
- Helen la Belle (1957)
- A Night in the Harem (1958)

### Sceneggiatrice
- Die Jagd nach dem Glück, regia di Rochus Gliese (1930)